# 広島競輪場
広島競輪場（ひろしまけいりんじょう）は広島県広島市南区宇品海岸にある競輪場。施設所有および主催は広島市。土地所有は中国財務局および広島市。競技実施はJKA西日本地区本部中四国支部。実況はJPFで、通常は和田年弘が担当。2020年よりモーニング競輪を中心に大津尚之も担当している。

## 概要
広島競輪場は1952年に開設された。毎年12月には記念競輪 (GIII) 『ひろしまピースカップ』を開催する（2008年は後述のふるさとダービー開催のため『ひろしまピースカップ』の名称は開催2日目のシード優秀競走に使用された）。なお、2023・24年度の記念競輪は改修工事の兼ね合いもあり玉野競輪場を借り上げて開催された。また1989年・1990年・2008年にはふるさとダービーが、1993年・1999年・2003年には共同通信社杯競輪が行われた。今後は、2027年2月20日から23日まで開場後初のGI初開催となる読売新聞社杯全日本選抜競輪の開催が決まった。
その他、主なFⅠ競走として、現役時代に通算1188勝を挙げた古田泰久を称えた『古田泰久（たいきゅう）記念杯』が開催されている。
1979年2月12日、第6レースの終了後、場内アナウンスと電光掲示板で誤った着順が発表された。5分後に訂正されたが怒った約1万人の群衆が本館や場内の車両に放火して騒然となり、残り4レースは打ち切りとなった。主催者側は交通費の名目で1人あたり3000円を支払うこととした。しかし、なお居残る者が多数いたため、最終的に約2000人については解決金として1人当たり2万円を支払っている。
1994年に広島市で行われたアジア競技大会では、自転車トラックレースの競技会場として使用された。なお2009年のヒロシマ・オリンピック構想においては、当場や広島県総合グランドなど広島湾周辺を「湾岸ゾーン」として定め、競技場を整備する計画が挙がった。
トータリゼータシステムは2022年2月まで、富士通フロンテックを採用していた（但し、オッズ表示や払い戻し金表示に関しては、京都向日町競輪場やいわき平競輪場で使用されているオムロンのフォントが利用されていた）。同年5月の開催より、玉野競輪場と同じフォントの日本トーターのものが採用されている。
また、全国の競輪場において、払い戻しアナウンスが新タイプにリニューアルされているのに対し、2022年現在、2001年以降の3連勝式導入時に採用された旧タイプのアナウンスが全国の競輪場の中で唯一使用されている。なお2015年度より株式会社JPFによる開催事務の包括委託が行われている。なお、2022年度より委託先が株式会社チャリ・ロトに変更された。
2015年4月までに、ホームページに所在地のUjina（宇品）を用いて自転車に乗る選手を表現したピクトグラムの、新しい競輪場ロゴが登場した。さらに同年8月4日には公募によりトリの新オリジナルキャラクターが決定し、『ひろしまぴーすけ』と命名された。
開場以来ナイター競輪は実施していなかったが、2026年2月3日より実施される予定。

### 存廃問題
開設以来、これまで350億円以上もの収益を上げ広島市の財政に大きく貢献してきた競輪事業であったが、1998年度の10億円の黒字をピークに売り上げは減少し、存続を問う議論に発展した。2013年度には「赤字を継続してまで実施すべきではない」との報告書が提出され、翌2014年には「一度でも単年度赤字に陥った場合は事業を廃止するよう求める」という厳しい答申が松井一實市長（当時）に手渡されたほどであった。そのため、本場開催は1990年代では年間90日あったものの、2015年度にはその半分となる46日にまで縮小した。
この事態を受け、競輪事業を民間事業者に委託した上で、収益を保証する「収益保証額」も設定したことで、広島市には毎年2億4100万円が入るようになったことで存廃論議はトーンダウンした。加えて、インターネット投票が追い風となって売り上げが回復し再び黒字を出すようになり、2018年度は10年ぶりとなる繰り入れ金を復活させ、3億円が広島市の一般会計に入った。2022年度からは最長34年間の契約で、最低でもおよそ82億円の収入が確保される見通しとなっている。

### 全面改修へ
広島競輪場自体は開場から70年が経過し、施設全体が老朽化していることもあり、所有者でもある広島市は競輪場を建て替えて市民がスポーツやレジャーを楽しめる複合施設に再整備する計画を打ち出した。2021年度中に競輪場の建て替えとともに事業運営を委託する民間事業者を公募し、契約を結ぶ方針を示し、その後2022年1月7日に株式会社チャリ・ロトが民間事業者として選定された。その後、2022年度より同社に広島競輪場の運営が委託されている。
チャリ・ロトの提案によると、競輪場の敷地約6.7ヘクタールを4エリアに分けて整備し、競輪エリアでは1周400メートルのバンクは残しつつ新たに7500人収容の観覧席や選手宿舎を設け、アーバンスポーツエリアではBMX施設や3人制バスケットボールコート、キックバイクなど子ども向けの区域も作り、公園エリアは芝生広場を中心に車券販売所とレストランを建設、拡張エリアは普段は駐車場として使用するが本格的なBMXレースを誘致した際は会場として使えるようにする。2023年1月よりスタンド等施設の解体工事に入り、2025年11月の完成を目標に「アーバンサイクルパークス広島」としてリニューアルすることとなった。新しくなったスタンド棟には、一般観覧席のほか個室タイプの特別観覧席などが約500席設置されるほか、屋根が船の帆をイメージしているUjinaスカイデッキからはレース場を一望することができるようになっている。また、1階にはうどんチェーン店「ちから」が公営競技施設としては初出店した。
同年11月29日までの間は本場開催は休止し場外発売のみとし、改修期間中の広島市営の開催については他場（主に玉野競輪場）を借り上げて行われる。なお、新スタンド棟は全面オープンに先駆け6月10日よりプレオープンし、車券窓口では場外の車券発売も行っている。また、併せてナイター照明設備も設置して、今後は自場でのナイターやミッドナイトの開催も可能になった。

## チャリロト
2017年5月10日より、重勝式投票にあたるチャリロトを発売している。なお広島は奈良競輪場・玉野競輪場・高松競輪場・高知競輪場とキャリーオーバーを共有する『グループC』としての発売となり、キャリーオーバーの対象外であるチャリロト3は広島単独での発売となる。
同社がネーミングライツを取得し、2019年10月1日より2年6ヶ月の間、「チャリロトバンクひろしま」を広島競輪場・公営競技エリアの呼称として用いる。

## バンク
400mを使用している。前述の1994年のアジア大会の際に大規模な改修が行われた。クセのないバンクで直線も長いため、脚質による有利不利は少ないが、直線では中バンクより外がよく伸びる傾向がある。また、選手の間では「重いバンク」といわれている。
海に近い場所に所在しており、ホームスタンド側の数百メートル南方は海岸となっている。

## エピソード
- ガールズケイリンにおける連勝新記録が当地で2回生まれている。
  - 2017年3月6日、梶田舞が第7レース予選１で1着となり、連勝記録を23に伸ばして連勝新記録を達成した[20]。翌7日の予選２でも1着となり、連勝記録は24に伸ばした[21]。
  - その後、石井寛子、児玉碧衣も他場で24連勝しタイ記録を樹立したが、2021年11月13日、児玉碧衣が最終日第10レース決勝にて1着となり、新記録となる25連勝を達成した[22]。

## テレビ・ラジオ番組
- 中野浩一のK-ファン（広島ホームテレビ） - 同競輪場がスポンサーの一つである競輪情報・バラエティ番組。（2008年3月29日をもって終了）
- CS放送の専属司会には、有井美穂子か赤澤佳美を起用している。解説者には荒木実を起用することが多いが専属ではない。

## アクセス
- 広島電鉄宇品線（1号線・7号線・5号線） 海岸通電停下車、徒歩5分[23]。
  - 5号線：広島駅・比治山下方面 - 海岸通電停 - 広島港方面
  - 1号線：八丁堀・紙屋町東方面 - 海岸通電停 - 広島港方面
  - 7号線：横川駅・紙屋町西方面 - 海岸通電停 - 広島港方面
- 311,312系統 広島バス 広島みなと新線『競輪場前』バス停下車
  - 311,312 広島みなと新線：広島駅・段原中央方面 - 競輪場前バス停 - 広島港方面
- 記念競輪開催時などは広島駅より無料送迎バスあり（但し2020年は無観客での開催のため運行なし）。
- 広島高速道路3号線（広島南道路）宇品出入口または出島出入口。

## 場外車券売場
- サテライト山陽 - 三原市本郷町

## 歴代記念競輪優勝者
| 年     | 優勝者     | 登録地 |
| ------ | ---------- | ------ |
| 2002年 | 後閑信一   | 群馬   |
| 2004年 | 武田豊樹   | 茨城   |
| 2005年 | 村上義弘   | 京都   |
| 2006年 | 荒井崇博   | 佐賀   |
| 2007年 | 神山雄一郎 | 栃木   |
| 2009年 | 神山雄一郎 | 栃木   |
| 2010年 | 佐々木則幸 | 高知   |
| 2011年 | 小嶋敬二   | 石川   |
| 2012年 | 山賀雅仁   | 千葉   |
| 2013年 | 川村晃司   | 京都   |
| 2014年 | 神山雄一郎 | 栃木   |
| 2015年 | 金子貴志   | 愛知   |
| 2016年 | 原田研太朗 | 徳島   |
| 2017年 | 村上博幸   | 京都   |
| 2018年 | 松浦悠士   | 広島   |
| 2019年 | 岡村潤     | 静岡   |
| 2020年 | 野原雅也   | 福井   |
| 2021年 | 松浦悠士   | 広島   |
| 2022年 | 松浦悠士   | 広島   |
| 2023年 | 山田庸平   | 佐賀   |
| 2024年 | 松浦悠士   | 広島   |
| 2025年 |            |        |

※1節4日間制開催となった、2002年4月以降の歴代記念競輪優勝者を列記。
記念の決勝戦発走前に和田ねんこうアナウンサーがその年の流行語に併せて選手を紹介するのが恒例になっている。